# La Cygne
La Cygne – miasto w Stanach Zjednoczonych, w stanie Kansas, w hrabstwie Linn.